# Història de la Ciutat del Vaticà

## Precedents

### Estats Pontificis
Els Estats Pontificis o «Estats de l'Església» van estar formats per un conglomerat de territoris bàsicament centre-italians que es van mantenir com un estat independent entre els anys 752 i 1870 sota la directa autoritat civil dels Papes, i la capital va ser Roma.

### Fi dels Estats Pontificis (1870)
En 1870 el rei italià Víctor Manuel II va capturar la ciutat de Roma i la va declarar capital d'Itàlia l'1 de gener de 1871, amb la qual cosa va acabar amb els Estats Pontificis. El Papa Pius IX i els seus successors van discutir la legitimitat d'aquests actes i van proclamar que eren "presoners" a la ciutat del Vaticà. Tot això en un clima en el qual els Papes van desenvolupar actituds d'enfrontament cap a la secularització creixent de la societat a Europa, que era sobretot evident sota el Papa Pius X, que en 1904 va tallar relacions diplomàtiques amb el govern francès perquè aquest havia introduït l'educació secular en les escoles franceses i l'1 de setembre de 1910 presentava el Jurament obligatori Contra el Modernisme per a tots els sacerdots. Durant la Primera Guerra Mundial, davant la insistència del govern italià, els governs Aliats van decidir excloure la participació de Vaticà en l'establiment de la postguerra de pau. L'1 d'agost de 1917, el Papa Benet XV va publicar un pla de pau de cinc punts, que no va gaudir de cap ressò per part de la comunitat internacional, un cop més per les pressions governamentals italianes.

## Reconeixement mutu entre Itàlia i la Santa Seu
Els Pactes del Laterà o pactes lateranenses de l'11 de febrer de 1929 van proporcionar el reconeixement mutu entre el llavors Regne d'Itàlia i la Santa Seu. Els pactes van ser negociats entre el Cardenal i Secretari d'Estat Pietro Gasparri en nom de la Santa Seu i Benito Mussolini, el líder feixista i primer ministre italià en nom del rei Víctor Manuel III. Existeixen tres pactes diferents:

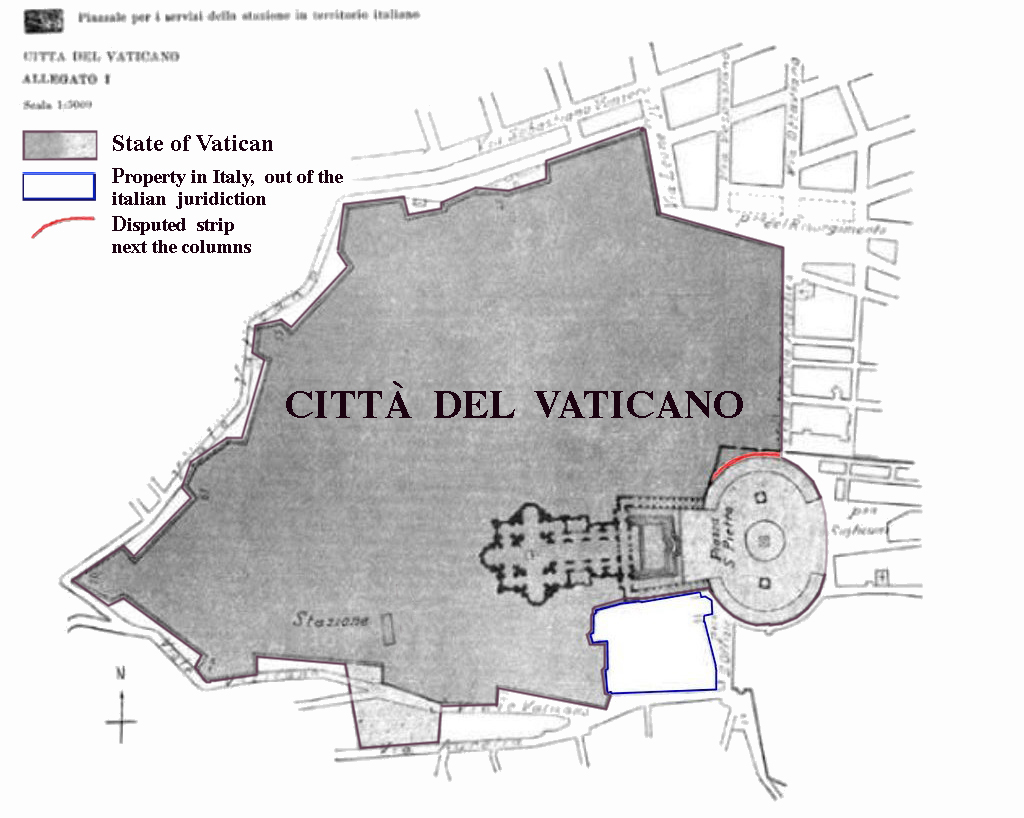
Territori de l'Estat de la Ciutat del Vaticà, establert pels Pactes del Laterà.

- Un pacte que reconeix la independència i sobirania de la Santa Seu i que crea l'Estat de la Ciutat del Vaticà.
- Un concordat que defineix les relacions civils i religioses entre el govern i l'església a Itàlia, i que es resumeix en el lema "Església lliure en Estat lliure".
- Una convenció financera que proporciona a la Santa Seu una compensació per les seves pèrdues en 1870.

A través del concordat, el Papa va acordar enviar als candidats per al bisbat i l'arquebisbat al govern d'Itàlia, requerir als bisbes que juressin lleialtat a l'Estat d'Itàlia abans de prendre el càrrec i prohibir al clergat prendre part en la política. Itàlia va acordar acomodar les lleis sobre el matrimoni i el divorci a les regles de l'Església Catòlica Romana i declarar als membres del clergat exempts de prendre part en el servei militar obligatori. Aquests pactes van garantir a l'Església Catòlica Romana l'estatus d'església oficial de l'estat d'Itàlia, així com un poder substancial en el sistema educatiu italià.
Els pactes van ser revisats el 1984, principalment per eliminar la religió d'estat a Itàlia.